# Eustomias micropterygius
Eustomias micropterygius är en fiskart som beskrevs av Parr 1927. Eustomias micropterygius ingår i släktet Eustomias och familjen Stomiidae. Inga underarter finns listade i Catalogue of Life.